# Encephalartos cerinus
Encephalartos cerinus Lavranos & D.L.Goode, 1989 è una pianta appartenente alla famiglia delle Zamiaceae, diffusa nella provincia di KwaZulu-Natal, in Sudafrica.
Il suo epiteto specifico deriva dal latino e significa "ceroso", in riferimento alla consistenza delle foglie.

## Descrizione
È una pianta acaule, con un fusto sotterraneo lungo 30 cm e largo 25 cm. Occasionalmente, una piccola porzione del fusto può fuoriuscire dal terreno.
Le foglie, da otto a dieci, sono opache e piatte, lunghe 80–120 cm e di colore bluastro o verde argenteo. Le foglioline, lunghe 15–18 cm, sono disposte sul rachide in modo opposto con un angolo di 150-180º e sono ricoperte da uno spesso strato ceroso che, se strofinato, rilascia un odore caratteristico; i margini sono interi e dotati di piccoli dentelli.
È una specie dioica, con coni maschili fusiformi, lunghi 55–60 cm e larghi 9–10 cm. I coni femminili hanno una forma ovoidale, sono lunghi 30–35 cm e hanno un diametro di 15–18 cm. Ciascuna pianta produce un solo cono per volta, il cui colore, per entrambi i sessi, varia con la maturazione dal verde bluastro al giallo.
I semi, lungi 25–30 mm, hanno una forma oblunga e sono ricoperti da un tegumento di colore arancione o giallo.

## Distribuzione e habitat
L'areale di questa specie è ristretto alla Buffelsrivier Valley, nella provincia di KwaZulu-Natal, in Sudafrica.
Cresce sui pendii rocciosi, ad un'altitudine compresta tra 500 e 900 m s.l.m., in un ambiente tipicamente caldo e asciutto.

## Conservazione
La IUCN Red List classifica E. cerinus come specie in pericolo critico di estinzione (Critically Endangered). Si stima che in natura ne restino appena da 20 a 70 esemplari. In passato questa specie è stata oggetto di raccolte indiscriminate a scopo ornamentale, che ne hanno causato una diminuzione dell'80% da quando fu descritta.
La specie è inserita nella Appendice I della Convention on International Trade of Endangered Species (CITES).